# Bastugatan

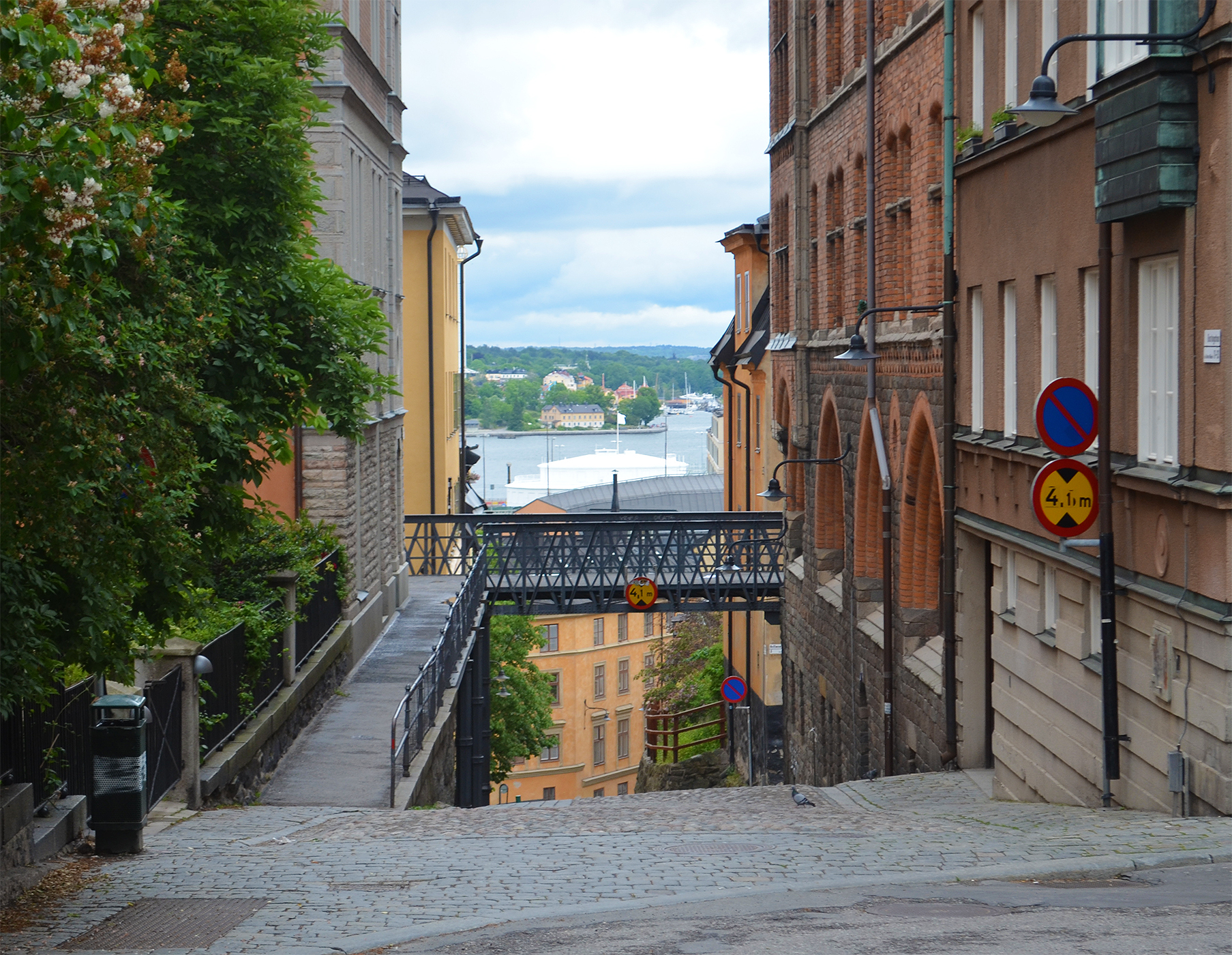
Bastugatan mot öster med gångbryggorna till Mariahissen.

Bastugatan är en gata på Södermalm i Stockholm. Gatan sträcker sig på Mariaberget i ost-västlig riktning, mellan Söder Mälarstrand i öster och ett kort stycke parallellt med Torkel Knutssonsgatan i väster för att sluta vid denna gata. Gatan är omkring 600 meter lång. I öster möter Bastugatan Pryssgränd.

## Historik

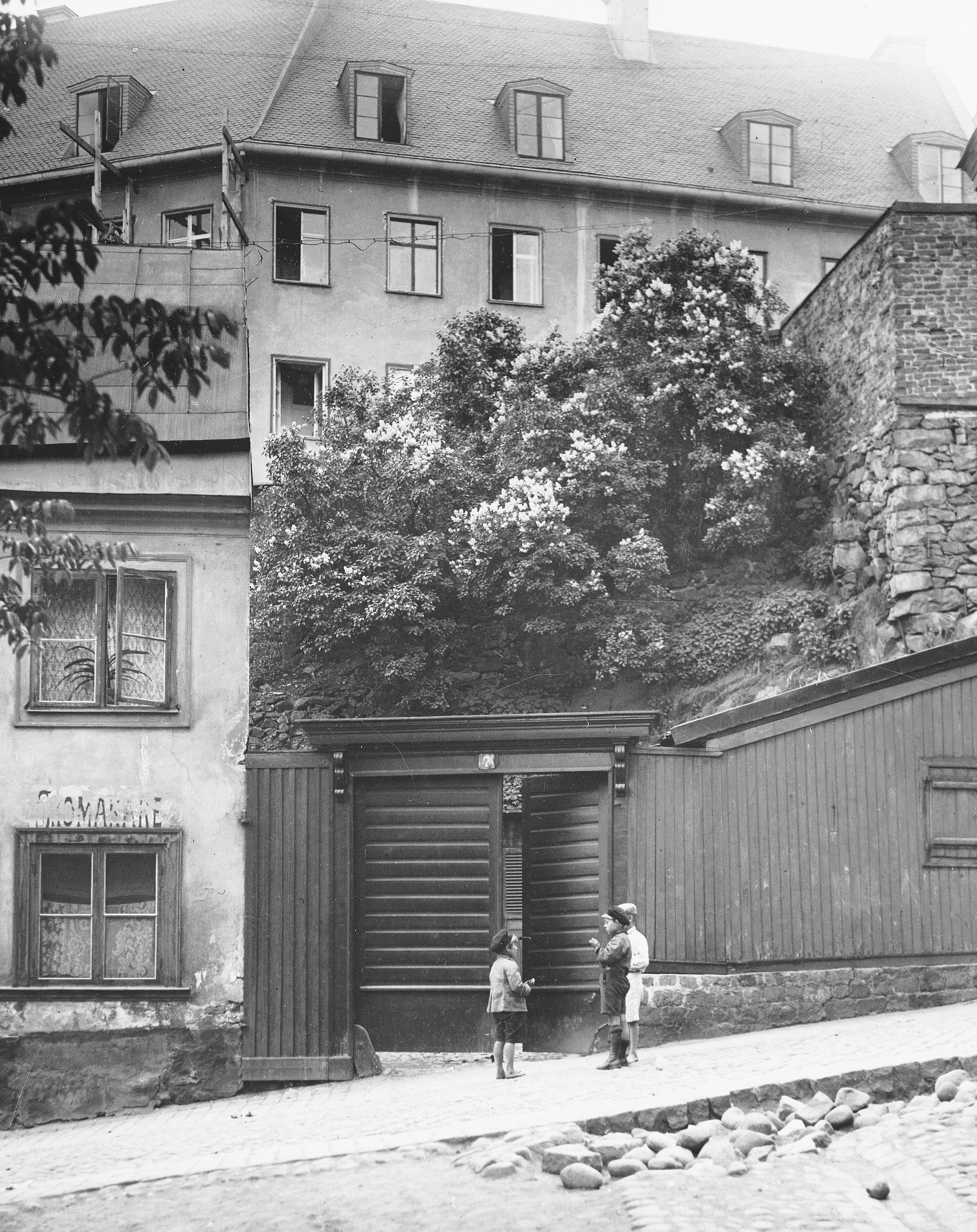
Bastugatan 7, i kvarteret Trappan, 1910.

Idag finns bara en Bastugata i Stockholm men tidigare fanns badstugor och bastugator både i Gamla stan, på Norrmalm och på Södermalm. Här i bergssluttningen vid nuvarande Bastugatan låg badstugor ännu under 1600-talet. Sitt nuvarande namn fick gatan vid namnrevisionen 1885. På 1600-talet mitt hette gatans östra del "Berghällsgatan". År 1727 omtalas "Badstugu- ell:r Bergs hels gatorne".  
Lilla Bastugatan (idag Pryssgränd) tog slut vid Bellmansgatan, som förr hette Maria Brunnsgränd och från 1857 Björngårdsbrunnsgatan. I kartor fram till 1885 hette gatan väster om Bellmansgatan, fram till Kattgränd, Öfra Badstugugatan (femininum), men ”Ofwere Badstwge gathan”  i Holms tomtbok från 1679. 

## Byggnader och boende
Järnbron över Bastugatan leder till Mariahissen från 1880-talet. Åren 1877-1944 låg Södermalms tvätt- och badinrättning vid Bastugatan 4 i ett hus som numera är rivet. I hörnet Bastugatan / Bellmansgatan ligger den röda tegelbyggnaden Laurinska huset med ett runt hörntorn. Huset byggdes 1891-1892 och fick sitt namn efter konsthistorikern Carl Gustaf Laurin. Han hade sitt hem i tornet med en grandios utsikt över staden. 
Intill vid Bastugatan 11 märks fastigheten Kattan mindre 5 som ritades av Gustaf Lindgren och Kasper Salin i långdriven historiserande stil. I tornrummet hade målaren Gottfrid Kallstenius sin ateljé. På Bastugatan 20 ligger Cederborgska villan och på 21 finns Ivar Lo-museet uppkallat efter författaren Ivar Lo-Johansson. Kompositören Ture Rangström bodde efter 1908 och fram till sin död 1947 på Bastugatan 30B i den efter honom uppkallade Rangströmska gården. Trubaduren Olle Adolphson hade sitt hem i början av 1960-talet på Bastugatan 32.
Vid hörnet av Timmermansgatan ligger det kulturhistoriskt värdefulla huset Mälarborgen som restes 1889 enligt Gustaf Hermanssons ritningar och vilket genom sitt läge vid Mariabergets brant är en omisskännlig del av bergets siluett. Konstnären Eugène Jansson, kallad Blåmålaren, hade sin bostad där och målade många av sina motiv över Riddarfjärden.
Längst i väster på Bastugatan 48 märks fastigheten Skinnarviken 1, ett äldre bostadshus som uppfördes i två etapper 1853 och 1883. Den första etappen finansierades med lån ur Fattigbyggnadsfonden. År 1885 bodde 54 vuxna med 80 barn i husets 28 ettrums-lägenheter, av dem var elva inneboende vuxna med två barn.
Bebyggelsen på Mariaberget östra utgör ett så kallat reservatsområde. Sådana omfattar ett antal fastigheter i ett bevarat kulturhistoriskt värdefullt område, som exempelvis Gamla stan och Djurgårdsstaden.

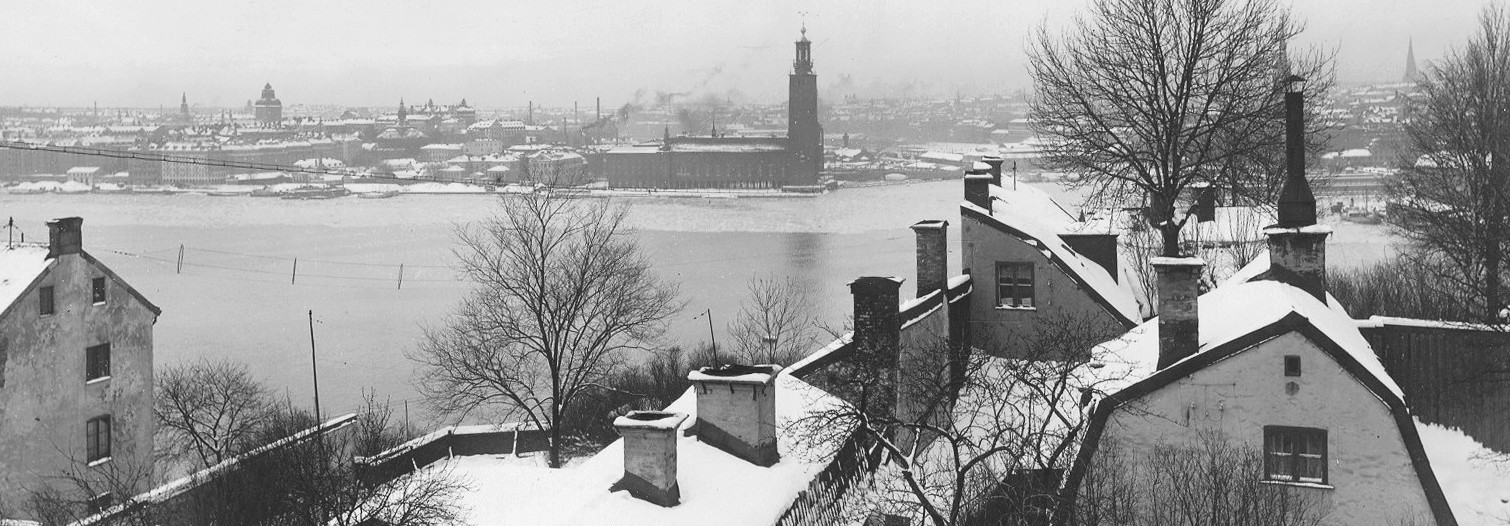
Utsikt från Bastugatan 33 mot norr, 1930. I förgrunden syns bebyggelsen i fastigheten Kattfoten större 30.

## Gatan i litteraturen
Huset vid Lundabron är en roman av Astrid Johnson som utkom 1995. Astrid Johnson växte upp på Södermalm på 1930- och 1940-talen och beskriver i Huset vid Lundabron både de glada stunderna och de sorgliga. Familjen var fattig och var tvungen att ta emot välgörenhet i form av nödsoppa och begagnade kläder. Själva huset vid Lundabron har adressen Bastugatan 55 och finns på gatans västligaste avsnitt som går parallellt med Torkel Knutssonsgatan. Byggnaden uppfördes 1905–1906 efter ritningar av arkitekt Otilius Österberg.
Vilhelm Persson, fiktiv berättare i Bo Baldersons böcker om Statsrådet är bosatt på Bastugatan.

## Bilder

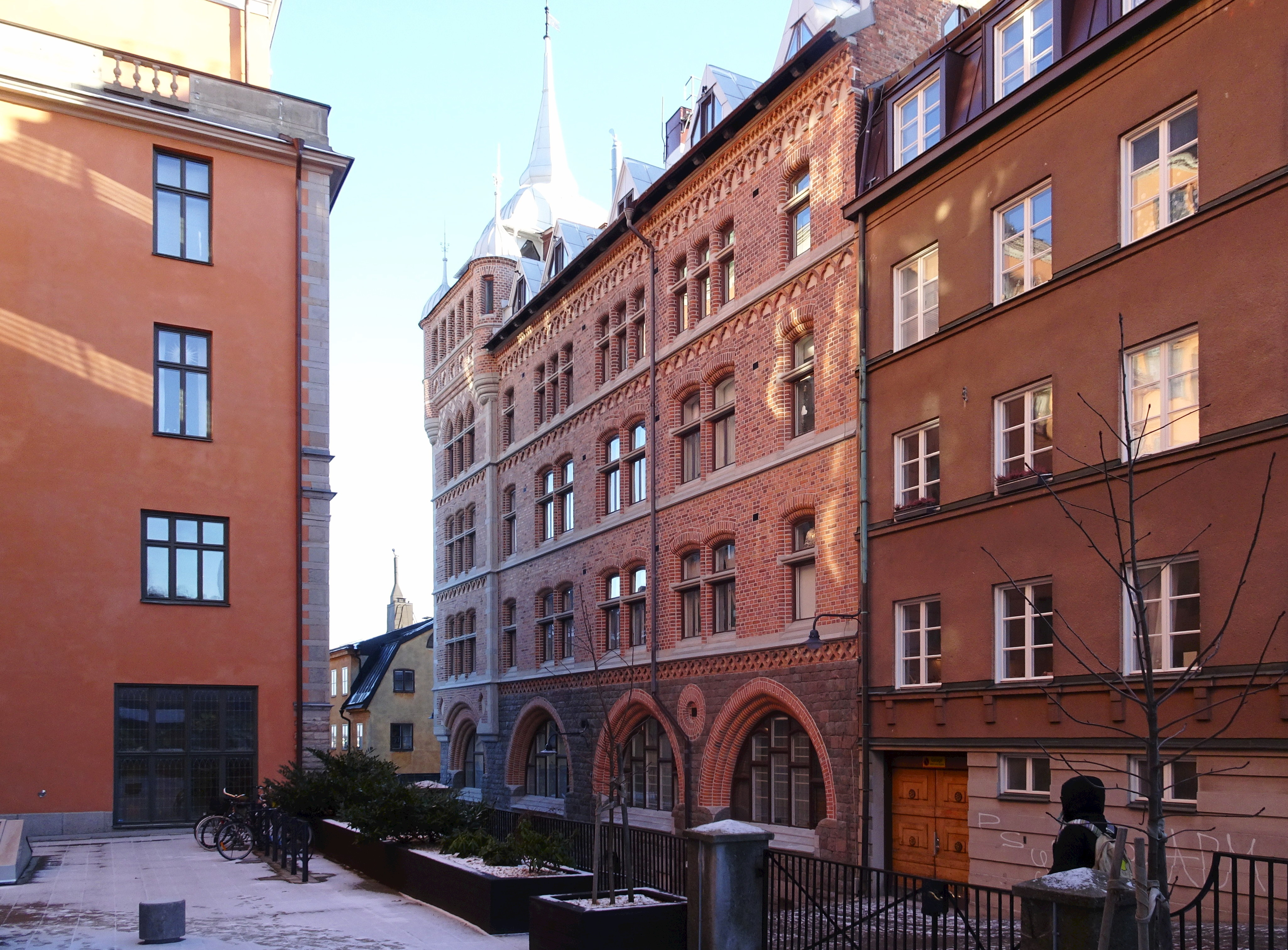
Kattan mindre 5, Bastugatan 8
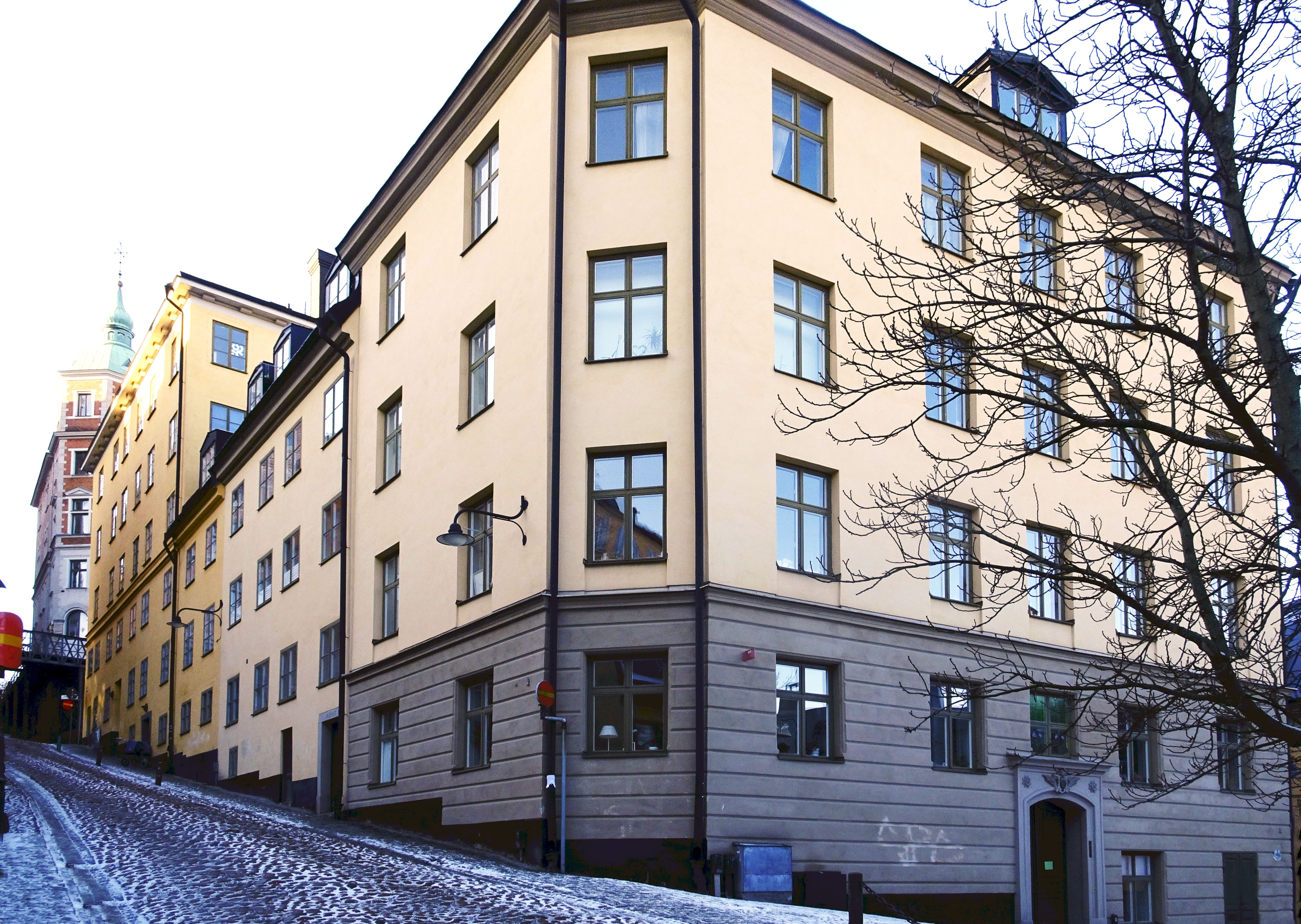
Tofflan 1, Bastugatan 12
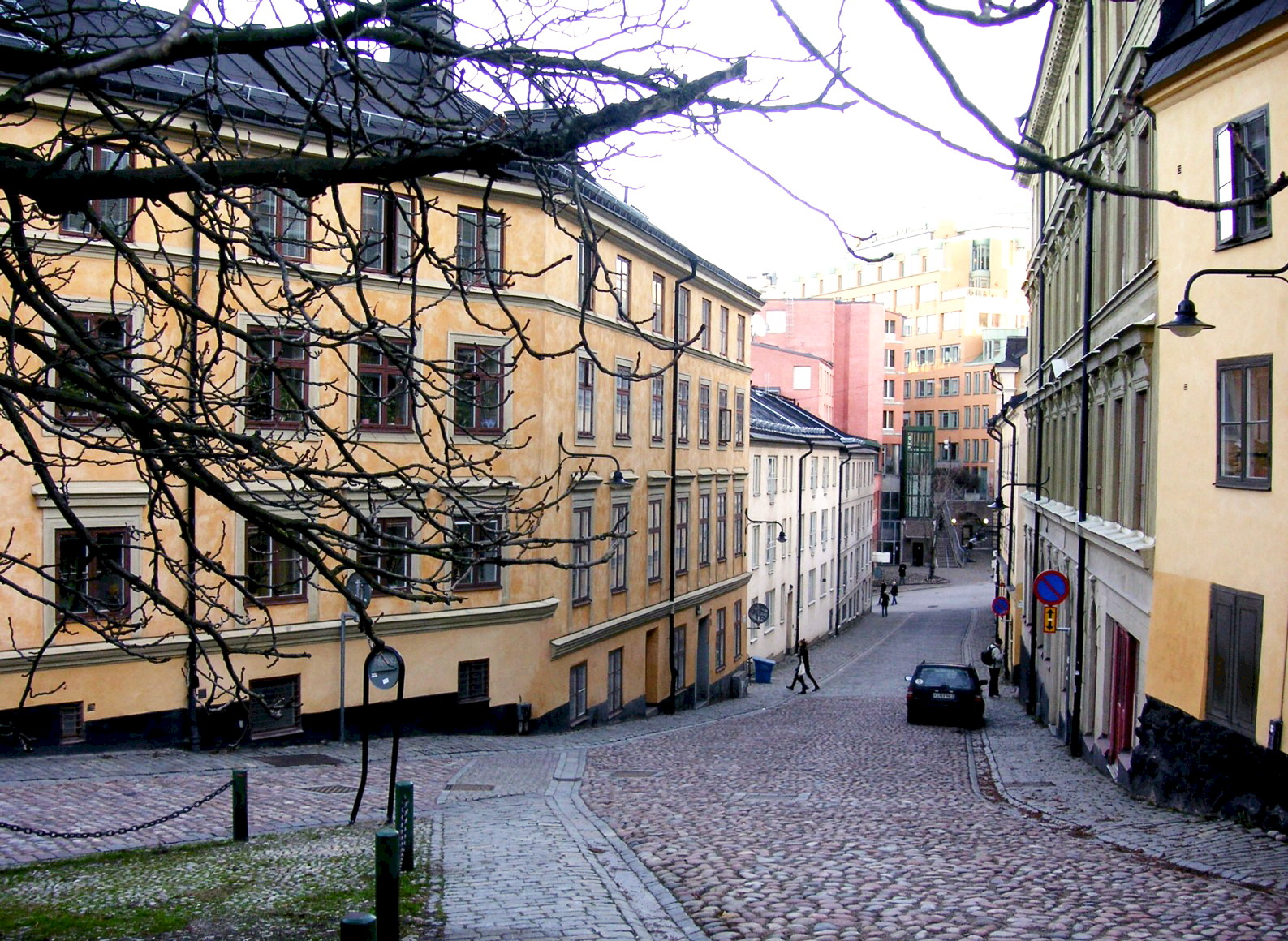
Hörnet Bastugatan / Pryssgränd mot öst
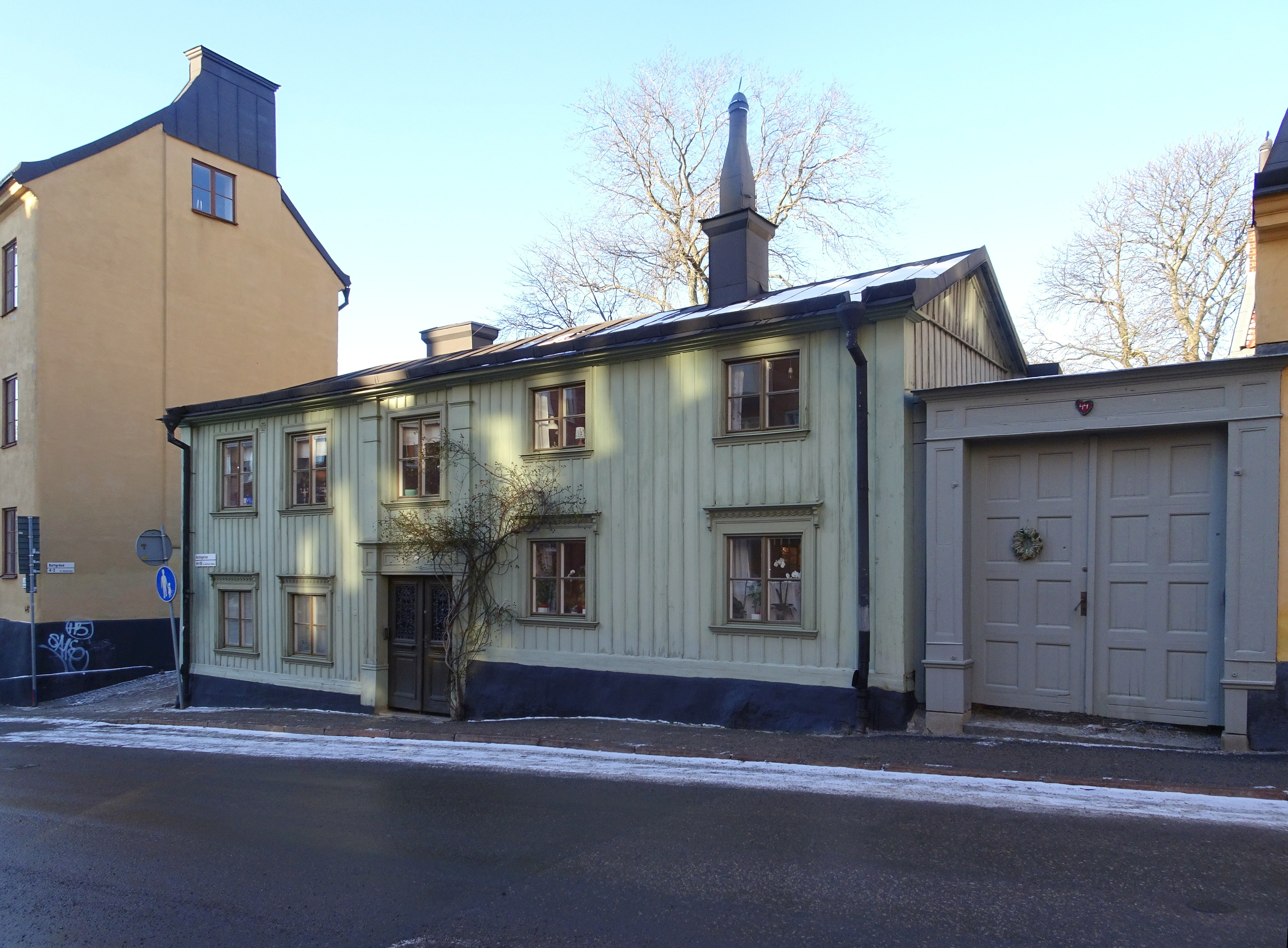
Kattfoten mindre 10, Bastugatan 46
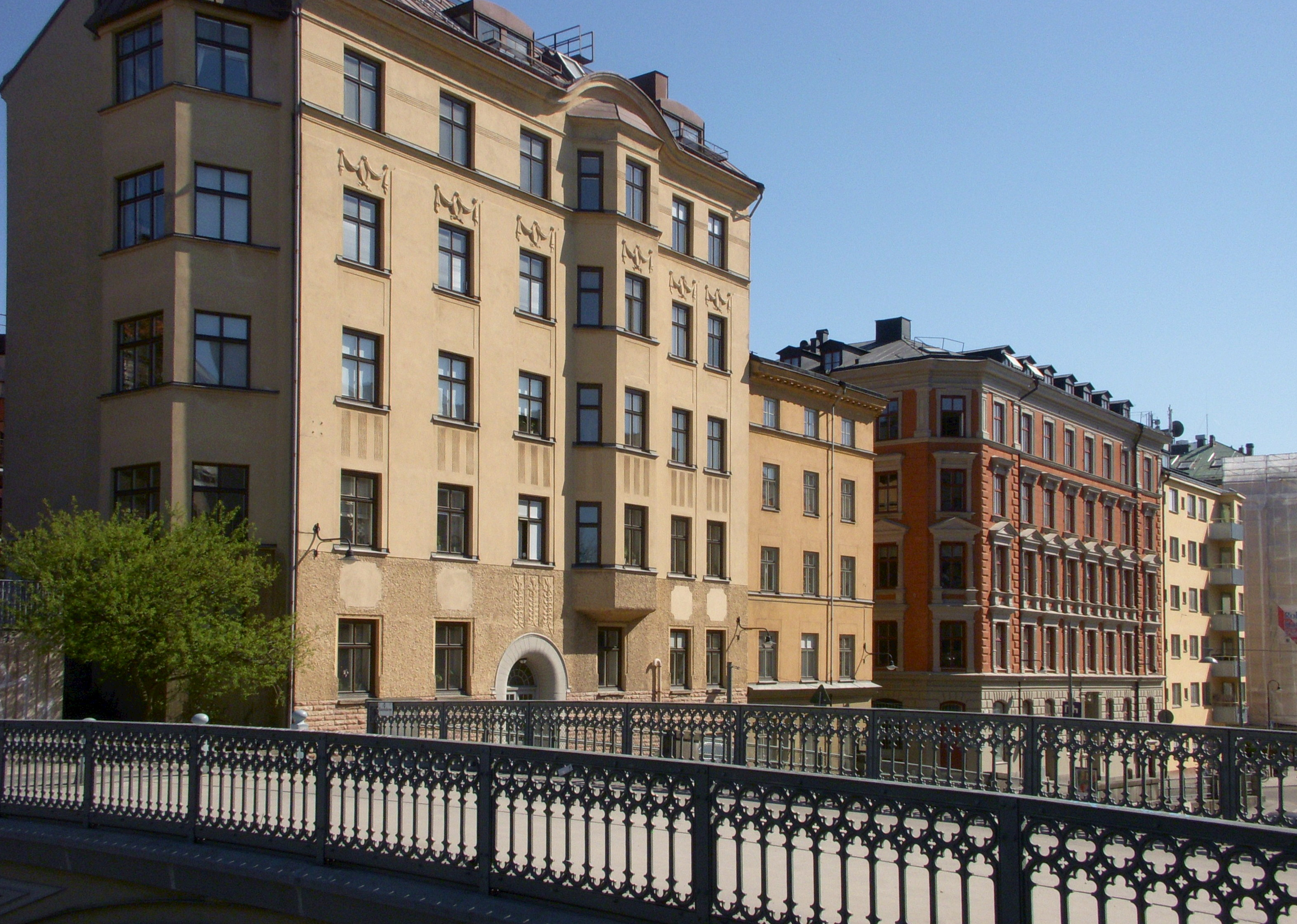
Bastugatan 55 Huset vid Lundabron.